# 安格班之圍
在托爾金作品裡的太陽紀早年，諾多族（Noldor）圍攻魔苟斯（Morgoth）的要塞，是為安格班之圍（Siege of Angband），是阿格烈瑞伯戰役（Dagor Aglareb）結束後的階段。自第一紀元60年至455年，圍困持續了395年。
圍困期間芬國昐（Fingolfin）及芬鞏（Fingon）緊守希斯隆（Hithlum），芬羅德·費拉剛（Finrod Felagund）及歐洛隹斯（Orodreth）進軍至西瑞安島（Tol Sirion）、控制西瑞安通道，安格羅德（Angrod）及艾格諾爾（Aegnor）則在多索尼安（Dorthonion），而費諾眾子（sons of Fëanor）設立梅斯羅斯防線（March of Maedhros）看守東貝爾蘭，對安格班（Angband）形成合圍。
不過，這次的合圍並不成功，魔苟斯派遣的數支軍隊透過秘道直出安戈洛墜姆（Thangorodrim），擾襲精靈部隊及派出斥候。其後，諾多族逐漸強盛，但並沒有加強合圍。諾多族精靈及其盟友也沒有向安格班發動攻勢。在光榮戰役後約100年，魔苟斯派兵繞經專吉斯特狹灣，企圖偷襲芬國昐，結果芬鞏領軍埋伏在灣口的山丘，全殲入侵的半獸人。
惡龍格勞龍（Glaurung）亦向精靈軍隊發動進攻，嚇得精靈都紛紛逃亡，但格勞龍也受到重創。芬鞏率領的馬騎弓手將格勞龍擊退，其他精靈為之稱許。此後，魔苟斯為打破人類與精靈的合作，派軍向東進軍，再回頭越過隆恩山脈（Ered Luin）攻擊當時居住在薩吉理安（Thargelion）的哈拉丁族，把他們圍困在阿斯卡河與吉理安河的夾角處，最終費諾眾子派兵南下把入侵的半獸人消滅。自此至班戈拉赫戰役之間，魔苟斯再無發起任何大型攻勢。
圍困四百年後，魔苟斯發動班戈拉赫戰役 （Dagor Bragollach），安格班大軍向西奪取了西瑞安島和持續攻擊西瑞安泉堡壘（Barad Eithel）、中路攻佔了多索尼安、向東突破了艾格隆狹道（Pass of Aglon）和梅格洛爾低谷（Maglor's Gap），並攻破了瑞萊山（Mount Rerir）西坡的要塞、摧毀了薩吉理安和玷污了海萊佛恩湖（Lake Helevorn），自此完全突圍，貝爾蘭重新陷於戰火。